# DAR-10
DAR-10 (bułg. ДАР-10) – bułgarski lekki, dwumiejscowy bombowiec, zaprojektowany w wytwórni DAR (bułg. Държавна аеропланна работилница, Dyrżawna aeropłanna rabotiłnica). Wyprodukowano 2 egzemplarze samolotu, nie można go więc uznać za samolot seryjnie produkowany, jedynie jako prototyp, choć istnieją doniesienia, że wyprodukowano krótką serię tych maszyn i utworzono dyon rozpoznawczo-bombowy.
Pierwszy model, DAR-10A Bekas, odbył swój pierwszy lot w lipcu 1941. Był napędzany silnikiem Alfa Romeo o mocy 582 kW. Mógł przenosić 500 kg bomb. Latem 1942 prototyp uległ katastrofie.
Dopiero w marcu 1945 powstał model DAR-10F (F od Fiat, którego silnik został użyty do budowy). Silnik miał moc 716 kW i pozwalał na rozwinięcie 454 km/h prędkości. Jego konstrukcja umożliwiała także jego wykorzystania jako bombowca nurkującego.

## Charakterystyka
DAR-10A
- Załoga: 2
- Długość: 9,54 m
- Rozpiętość skrzydeł: 12,20 m
- Wysokość: 3,3 m
- Powierzchnia nośna: 22,2 m²
- Waga (bez ładunku): 1843 kg
  - z ładunkiem: 2570 kg

DAR-10F
- Załoga: 2
- Rozpiętość: 12,65 m
- Długość: 9,83 m
- Wysokość: 3,00 m
- Waga z ładunkiem: 3420 kg
- Zasięg: 800 km